# 沈荣焌
沈荣焌（1936年—），安徽合肥人，中国人民解放军将领、中国人民解放军中将。
1958年毕业于军委测绘学院。1990年授予中国人民解放军中将，曾任国防科学技术工业委员会副主任。2005年当选中国工程院院士（工程管理学部）。2007年起担任浙江大学航空航天学院名誉院长。现任国防科技大学和装备指挥技术学院博士生导师。